# ماتیاس لپیلر
ماتیاس لپیلر (انگلیسی: Matthias Lepiller؛ زادهٔ ۱۲ ژوئن ۱۹۸۸) بازیکن فوتبال اهل فرانسه است.
از باشگاه‌هایی که در آن بازی کرده‌است می‌توان به باشگاه فوتبال گراس‌هاپر زوریخ، باشگاه فوتبال هلاس ورونا، باشگاه فوتبال یووه استابیا، باشگاه فوتبال فیورنتینا، باشگاه فوتبال اوپن، باشگاه فوتبال لو آور، و باشگاه فوتبال نووارا اشاره کرد.